# Li Xin (skidåkare)

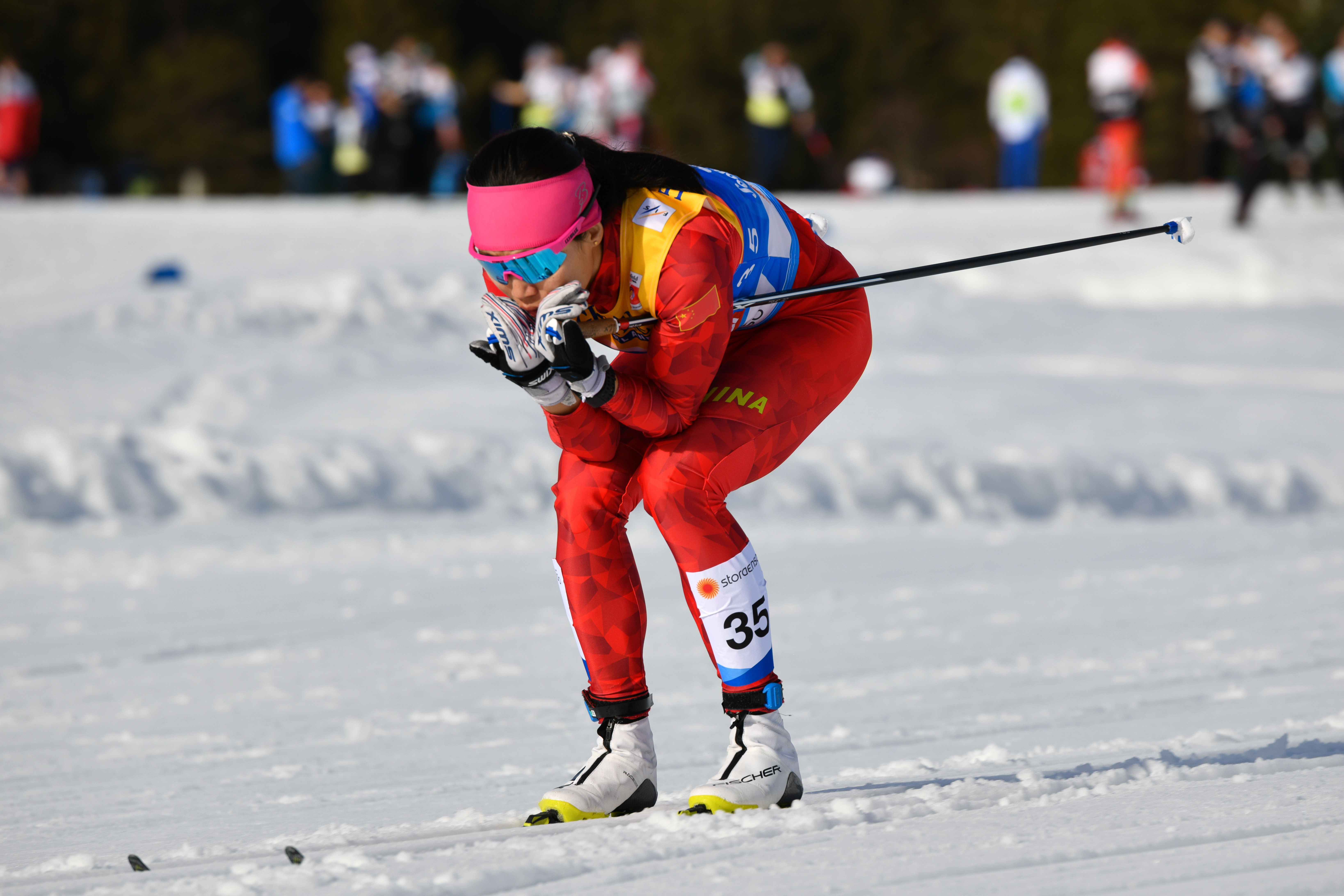
Li Xin i februari 2019

Li Xin (född den 31 juli 1992)  är en kinesisk längdskidåkare som har tävlat på professionell nivå sedan 2007. Hon deltog i olympiska spelen 2010 i Vancouver i 10 km fritt där hon slutade på en 64:e plats.
Hennes bästa placering i världsmästerskapen i längdskidåkning var en 37:e plats i världsmästerskapen 2013 i Val Di Fiemme på 3-milen. 
Hennes bästa placering i världscupen är en 24:e plats i 10 km fritt i Kina 2007.